# Stazione di Biesdorf
La stazione di Biesdorf è una stazione ferroviaria di Berlino. Serve il quartiere di Biesdorf.